# Norrsjön (Riala socken, Uppland)
Norrsjön är en sjö i Norrtälje kommun i Uppland och ingår i Norrtäljeån-Åkerströms kustområde. Sjön har en area på 0,0976 kvadratkilometer och ligger 46 meter över havet.

## Delavrinningsområde
Norrsjön ingår i det delavrinningsområde (661577-165155) som SMHI kallar för Ovan 661547-165277. Medelhöjden är 45 meter över havet och ytan är 24,28 kvadratkilometer. Det finns ett avrinningsområde uppströms, och räknas det in blir den ackumulerade arean 42,96 kvadratkilometer. Avrinningsområdets utflöde Bergshamraån (Bodalsån) mynnar i havet. Avrinningsområdet består mestadels av skog (72 procent) och jordbruk (13 procent). Avrinningsområdet har 0,44 kvadratkilometer vattenytor vilket ger det en sjöprocent på 1,8 procent. Bebyggelsen i området täcker en yta av 1,48 kvadratkilometer eller 6 procent av avrinningsområdet.